# Diogo Paim de Bruges
Diogo Paim de Bruges (Angra do Heroísmo, 26 de Julho de 1866 — Angra do Heroísmo, 25 de março de 1930), foi um professor, jornalista e político português. Tirou o curso no Real Colégio Militar, (Colégio Militar (Portugal)) e fez diversas cadeiras da Escola Politécnica de Lisboa (actual Faculdade de Ciências da Universidade de Lisboa) e da Universidade de Coimbra.

## Biografia
Foi administrador do concelho de Angra do Heroísmo e comissário do mesmo desde 1897 a 1900. Foi ainda professor provisório da cadeira da língua inglesa, e responsável pela cadeira de matemática, no liceu de Angra. Como jornalista foi colaborador em vários jornais de Lisboa e Angra do Heroísmo. Casou com de Maria Clara de Menezes Parreira (1886 - 1933).
Frequentou algumas cadeiras de Matemática na Universidade de Coimbra, a Escola Politécnica de Lisboa e cursou o Colégio Militar. Em Angra, foi professor interino do Liceu, Administrador do Concelho (1897), comissário da polícia (1909) e oficial da secretaria do Governo Civil, desde 1908. Membro da família dos Condes da Praia, militou no Partido Progressista do qual o pai era dirigente. Colaborou com regularidade nos jornais locais.